# 汪昱庭
汪昱庭（1872年—1951年），名敏，號子夷。安徽休寧人。「汪派」琵琶的創始人，有「琵琶大王」的稱號。

## 生平
初習笛子、簫、三弦，後改學琵琶。先後師從王惠生、倪清泉、平湖派的李芳園及浦東派的陳子敬、殷紀平等演奏家。
1920年時受到鄭覲文之邀請，開始在大同樂會教授琵琶，後來上海的多個音樂社團也找他任教，因而名氣大開，被稱作「汪派」或「上海派」。許多後來的琵琶名家都是他的學生，包括衛仲樂、孫裕德、李廷松、李廷棟、程午加、王叔咸、柳堯章、金祖禮、陳天樂、陳永祿、蔡之煒等人。
後來中央音樂學院民樂系將其手抄譜整理為《汪昱庭琵琶谱》出版，內容收錄〈陽春白雪〉、〈青蓮樂府〉、〈塞上曲〉、〈月兒高〉、〈夕陽簫鼓〉、〈淮陰平楚〉、〈郁輪袍〉、〈燈月交輝〉等曲目，其中〈陽春白雪〉為汪派代表作。

## 樂器
汪昱庭有一把清代流傳下來、製作精美的琵琶，四弦四相十品，琴身為紫檀木；琴頭呈鳳尾狀，用整塊白牛角雕成；背板用象牙鑲嵌成「張伯年」三個字，因而被稱作張伯年琵琶。另外，背板還有雙鳳牡丹的圖樣，琴軫、覆手、天牌和地牌等部位皆用象牙製成，琴軫上刻有雙龍戲珠，覆手上的圖樣則是雙獅戲球。其聲音非常有穿透力。
汪昱庭非常喜愛這把琵琶，常用於演奏，後來傳給他最得意的學生李廷松，李廷松也因此成為汪派琵琶第二代的代表人物。